# Henri-Louis-René des Nos
Henri-Louis-René des Nos, né le 8 janvier 1717 à Ernée et mort le 2 septembre 1793 à Coblence, est un ecclésiastique catholique français. Il est évêque de Rennes en 1761, puis de Verdun de 1770 à sa mort.

## Biographie

### Origine
Il est originaire de la famille des Nos, issue de chevaliers d'origine bretonne établie et répandue dans le Maine depuis le XVIe siècle. Il est le fils de Charles-Pierre des Nos, chef d'escadre. Thérèse-Julienne-Catherine des Nos, sa mère, petite-nièce et filleule de l'abbé Étienne Dausse, abbé de Doudeauville, hérita de son grand-oncle en 1717. Elle mourut à Ernée en 1759.

### Religion
Henri des Nos reçut la tonsure au Mans le 31 mars 1724 et les autres ordres à Meaux et à Paris, avec la qualité de clerc du diocèse du Mans. Déjà chapelain de la Motte-Ferrant et des Vaux (Champéon), chanoine du Mans, abbé commendataire de Saint-Sauveur de Redon le 27 mai 1747, vicaire général de l'évêque de Saint-Brieuc, abbé de Saint-Évroult, il fut appelé en 1761 à l'évêché de Rennes, dont il prit possession par procureur le 24 décembre, après avoir reçu la consécration épiscopale, le 16 août, des mains de l'archevêque de Paris, Christophe de Beaumont dans la chapelle de l'archevêché.

### Bretagne
Le parlement de Bretagne, agissant avec une indépendance à peu près entière, était en mésintelligence avec le gouvernement. M. des Nos, qui avait reçu des marques de la confiance de Louis XV, et que ce monarque avait plusieurs fois choisi pour présider les États de Bretagne, voulut soutenir les intérêts de la cour dans les querelles des parlements contre l'autorité souveraine. Il s'attira la haine du parlement et demanda lui-même son transfert sur un autre siège. Bordeaux, où il aurait trouvé un parlement, lui fit peur encore.

### Verdun
Il accepta Verdun en 1769. Il se démit aussitôt de plusieurs riches abbayes qu'il possédait en commende, et qui lui avaient été données pour fournir aux dépenses qu'il était obligé de faire pendant la tenue des États de Bretagne. Il fit le plus généreux et le plus noble emploi des revenus de ce riche évêché : 20 000 livres d'aumône par an, 130 000 livres pour la fondation des Filles de la Charité, la création des nouvelles salles à l'hôpital Saint-Hippolyte de Verdun, des secours extraordinaires pendant l'hiver de 1782, donnent une idée de sa libéralité.

### Révolution française
Refusant de prêter serment à la Constitution civile du clergé en 1791, il dut, pour protéger sa vie, quitter son palais épiscopal et la France.
Il émigra, fut accueilli par l'archevêque de Trèves Clément Wenceslas de Saxe, oncle maternel de Louis XVI. Verdun dépendait alors du siège archiépiscopal de Trêves mais l'archevêque de Trêves, un des huit électeurs de l'Empire Germanique, résidait à Coblence.
Du lieu de son exil, l'évêque de Verdun entretenait des relations avec les nombreux membres de son clergé, qui étaient restés fidèles, et gouvernait encore son diocèse. L'entrée des troupes alliées en France dans l'année 1792 qui, accueillies par la population, occupèrent Verdun, lui permit de revenir un instant occuper son siège ; mais la retraite des armées coalisées à la suite de la bataille de Valmy le força de nouveau à s'éloigner. Il retourna bientôt à Trèves, puis après l'invasion des Français, à Coblence, où il mourut, âgé de 77 ans, en 1793. L'électeur de Trêves fit rendre à sa dépouille mortelle les honneurs funèbres dus à un comte palatin et à un prince de l'empire, parce que l'évêque de Verdun avait ces titres par le droit de son siège.

### Articles liés
- Famille des Nos
- Liste des évêques de Verdun
- Diocèse de Verdun
- Liste des évêques de Rennes
- Diocèse de Rennes